# Graničica
Graničica (Hemerokalis, ljiljan dolinski, granica, lat. Hemerocallis), ukrasna je biljka iz porodice čepljezovki podrijetlom iz Azije. Cvjetovi ove biljke jestivi su.
Hemerokalis je zeljasta trajnica, raste iz gomoljastog korijena, listovi su uski, kopljasti, dužine do 90 cm. Cvijet je narančaste boje.

## Vrste
1. Hemerocallis citrina Baroni
2. Hemerocallis coreana Nakai
3. Hemerocallis darrowiana S.Y.Hu
4. Hemerocallis dumortieri C.Morren
5. Hemerocallis × exilis Satake
6. Hemerocallis × fallaxlittoralis Konta & S.Matsumoto
7. Hemerocallis forrestii Diels
8. Hemerocallis fulva (L.) L.
9. Hemerocallis hakuunensis Nakai
10. Hemerocallis lilioasphodelus L.
11. Hemerocallis major (Baker) M.Hotta
12. Hemerocallis middendorffii Trautv. & C.A.Mey.
13. Hemerocallis minor Mill.
14. Hemerocallis multiflora Stout
15. Hemerocallis nana W.W.Sm. & Forrest
16. Hemerocallis plicata Stapf
17. Hemerocallis thunbergii Barr
18. Hemerocallis yezoensis H.Hara

## Vanjske poveznice
- GDS – Gesellschaft der Staudenfreunde – Fachgruppe Hemerocallis.